# Leiothrichidae
Leiothrichidae představují čeleď pěvců rozšířenou v Africe a Asii.

## Systematika
Za popisnou autoritu čeledi Leiothrichidae je pokládán anglický ornitolog William John Swainson (1832). Zástupci dnešní čeledi Leiothrichidae byli historicky sdružováni do problematické, tzv. „sběrné“ čeledi timáliovitých (Timaliidae). Molekulárně-fylogenetické studie nakonec vedly k vyprofilování pěti monofyletických linií dělených do samostatných čeledí, včetně současné čeledi Timaliidae v užším smyslu a čeledi Leiothrichidae. Podrobnou taxonomickou revizi čeledi Leiothrichidae poskytli Cibois & kol. (2018). Následující seznam rodů vychází ze seznamu IOC World Bird List, v14.1:
- rod Actinodura Gould, 1836 – timálie
- rod Argya Lesson, 1831 – argie
- rod Cutia Hodgson, 1837 – timálie
- rod Garrulax Lesson, 1831 – sojkovec
- rod Grammatoptila Reichenbach, 1850 – sojkovec
- rod Heterophasia Blyth, 1842 – timálie
- rod Ianthocincla Gould, 1835 – sojkovec
- rod Laniellus Swainson in Richardson, 1832 – timálie
- rod Leioptila Blyth, 1847 – timálie
- rod Leiothrix Swainson, 1832 – mesie
- rod Liocichla Swinhoe, 1877 – sojkovec
- rod Minla Hodgson, 1838 – timálie
- rod Montecincla Robin, Vishnudas, Gupta, Rheindt, Hooper, Ramakrishnan & Reddy, 2017
- rod Pterorhinus R. Swinhoe, 1868
- rod Trochalopteron Blyth, 1843 – sojkovec
- rod Turdoides Cretzschmar, 1827 – timálie

Čeleď Leiothrichidae představuje nejpočetnější skupinu původních timálií. Molekulární fylogenetika naznačuje nejbližší příbuznost s kladem zahrnujícím čeleď Pellorneidae a rod Alcippe, vystupující nověji i v rámci samostatné čeledi Alcippeidae. Předpokládaná prvotní diverzifikace čeledi Leiothrichidae spadá do středního miocénu a kryje se s diverzifikací jiných skupin pěvců (možná v důsledku rozkvětu opadavých lesů a savan a oddělení stálezelených lesů sino- himálajské oblasti od deštných lesů Sundalandu).

## Charakteristika

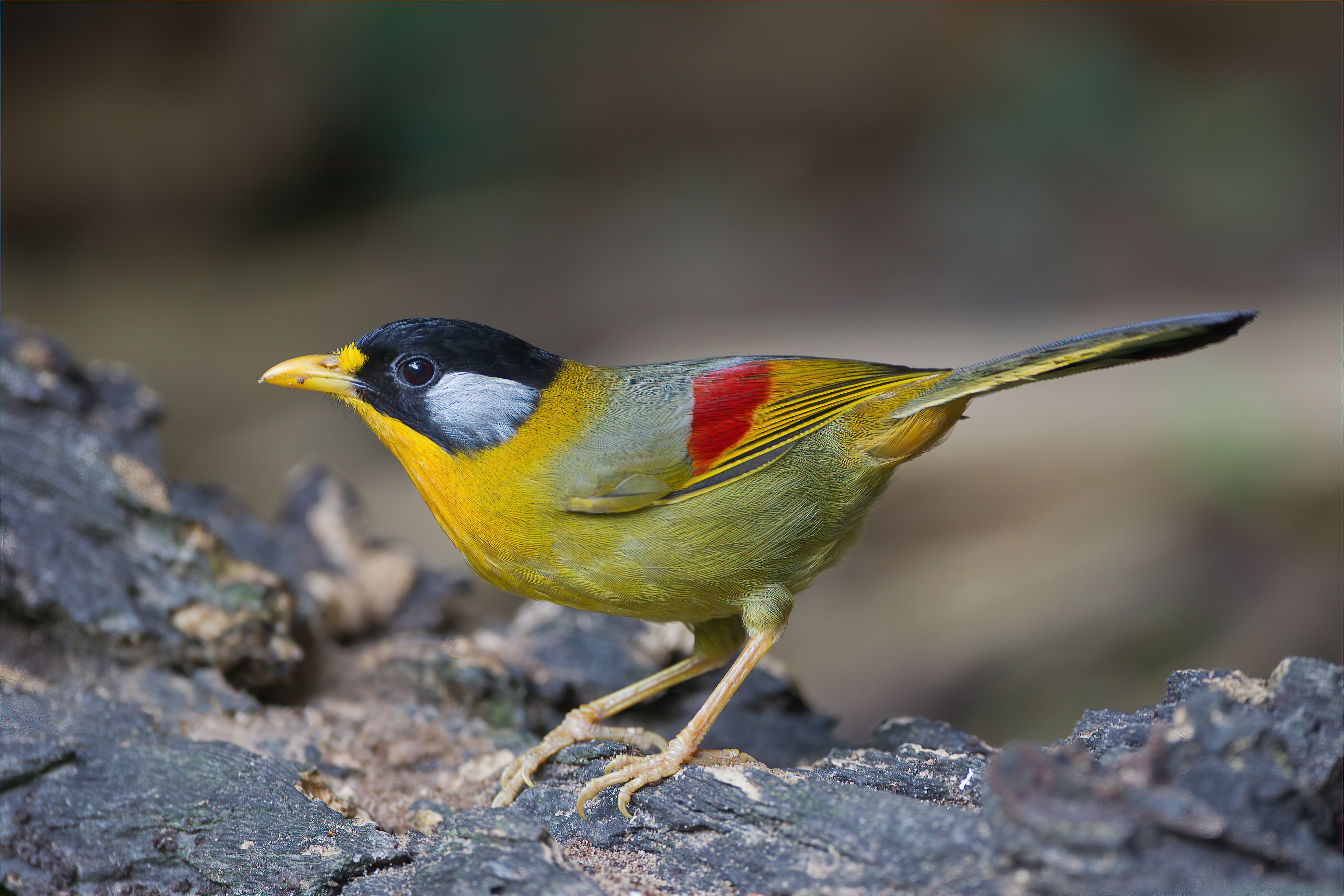
Samice timálie stříbrouché (Leiothrix argentauris)

Zástupci čeledi Leiothrichidae představují malé až středně velké pěvce podsaditého, vejčitého těla. Ve srovnání s ostatními „timáliemi“ bývají mohutnější a mají také nápadně delší ocas. Hlava je střední až velká, krk krátký a tlustý, zobák rovný. Křídla jsou zaoblená a končetiny často mohutné. Napříč jednotlivými druhy se objevují výrazné rozdíly ve zbarvení a někteří zástupci vynikají pestrým opeřením. Neobjevuje se výrazný pohlavní dimorfismus.
Většina zástupců této čeledi žije v lesních stanovištích, ačkoli někteří z nich obývají i akáciové savany a otevřené lesy (rod Turdoides z Afriky a Středního východu). Potravu tvoří především hmyz a jiní bezobratlí, v případě větších druhů také někteří malí obratlovci. Zástupci rodu Leiothrix a Turdoides se přiživují také plody, semeny a nektarem. Pro zástupce čeledi Leiothrichidae je typická monogamie (u rodu Turdoides i samčí polygamie), obě pohlaví se podílejí na stavbě otevřeného šálkovitého hnízda, inkubaci vajíček i péči o potomstvo. V případě rodu Turdoides se může objevovat kooperativní hnízdění, kdy v tomto ohledu vypomáhají i další jedinci (tzv. „helpers“). Velikost snůšky činí 2 až 6 vajec, inkubační doba trvá 13 až 17 dní, doba opeření činí 9 až 16 dní, někdy až 21 dní, mláďata však dalších několik týdnů využívají rodičovské péče. V případě kooperativně hnízdících druhů se může péče o ptáčata protáhnout až na šest měsíců.